# Démographie des Salomon
Cet article contient des statistiques sur la démographie des Salomon